# 弗朗索瓦·罗姆
弗朗索瓦·罗姆（法語：François Rom，1882年4月8日—1942年2月2日），比利时男子击剑运动员。他曾获得1912年夏季奥运会击剑比赛男子重剑团体金牌和1908年夏季奥运会男子重剑团体铜牌。